# Wu (Deset kraljevstava)
 Ovo je glavno značenje pojma Wu (Deset kraljevstava). Za druga značenja pogledajte ; za državu iz razdoblja dinastije Zhou: Wu (država); za državu iz razdoblja Tri kraljevstva: Istočni Wu..
Wu (吳), također poznata i kao Huainan (淮南), Hongnong (弘農), Južni Wu (南吳) ili Yang Wu (楊吳), bilo je jedno od Deset kraljevstava na jugu središnje Kine koje je postojalo između 907. i 937. godine. Sjedište joj je bila Općina Jiangdu (江都) (današnji Yangzhou u pokrajini Jiangsu).  Smijenila ju je država Južni Tang 937. god.
Osnovao ju je Yang Xingmi, kineski vojskovođa u službi dinastije Tang koji je, boreći se protiv pobunjenika i suparničkih gospodara rata 892. godine osvojio Yangzhou, te vladao kao jiedushi (vojni upravitelj). Deset godina kasnije, car Zhaozong od Tanga ga je imenovao princom od Wua. Nakon smrti 905. god. naslijedio ga je njegov sin Yang Wo. Kada je Yang Xingmijev suparnik, Zhu Wen 907. godine svrgnuo posljednjeg cara dinastije Tang i osnovao novu dinastiju Kasniji Liang, Yang Wo je to odbio priznati, čime je Wu i formalno postala neovisna država. Iako su njome vladali Yang Xingmijevi nasljednici, pravu vlast je držao general Xu Wen, koji je 908. god. ubio Yang Woa, a svi ostali kraljevi su postali njegove marionete, kao i njegovih nasljednika. God. 937., Xu Wenov sin, Xu Zhigao, je i formalno preuzeo vlast, osnovavši dinastiju Južni Tang.
Vladari Wua:
- 904–905: Yáng Xíngmì 楊行密 (Tài Zǔ Xiàowǔ Huángdì 太祖孝武皇帝)
- 905–908: Yáng Wò 楊渥 (Liè Zōng Jǐng Huángdì 烈宗景皇帝)
- 908–921: Yáng Lóngyǎn 楊隆演 (Gāo Zǔ Xuān Huángdì 高祖宣皇帝)
- 921–937: Yáng Pǔ 楊溥 (Ruì Huángdì 睿皇帝)